# مدار خورشیدهمگام

مدار خورشیدهمگام

مدار خورشیدهمگام یا مدار خورشیدآهنگ یک نوع مدار قطبی به مرکزیت زمین (یا سیارات دیگر) است که همواره نسبت به زمین (سیاره میزبان) در یک ساعت خاص قرار دارد. به عبارت دیگر، نقاط زیر  ماهواره در نیمی از مدار در هر لحظه در یک ساعت مشخص از شبانه روز هستند (مثلاً ساعت ۱۰:۰۰) و در نیمه دیگر، یا ۱۲ ساعت اختلاف، همچنان در یک ساعت مشخص دیگر از شبانه روز قرار دارند (مثلاً ساعت ۲۲:۰۰). این مدار برای ماهواره‌هایی استفاده می‌شود که برای انجام مأموریتشان نیازمند یک وضعیت نوردهی مشخص هستند یا مطابق ماموریتشان باید از بالای قطب‌های زمین گذر نمایند. این مدار معمولاً برای ماهواره‌های مشاهدات زمینی و نقشه‌برداری و سنجش از دور کاربرد دارد و می‌توان ماهواره‌های Envisat، ERS-1 و ERS-2 را مثال زد.
مدار خورشیدآهنگ، یک مدار قطبی معمولاً کم‌ارتفاع با زاویه میل ۹۵ تا ۹۸ درجه و دوره تناوب ۹۶ تا ۱۰۰ دقیقه‌است که می‌تواند دایروی یا بیضوی باشد. اگر مدار به صورت بیضوی باشد، معمولاً نقطه حضیض مداری آن برای گذر در زمان مشخص، تنظیم می‌شود.
ویژگی مهمی که در مدار خورشیدآهنگ پدید می‌آید، این است که زاویه تابش نور خورشید با صفحه مداری، همیشه ثابت می‌ماند.